# Heinkel HD 15
Die Heinkel HD 15 war das erste von den Heinkel-Werken produzierte Flugboot und gleichzeitig das erste in Deutschland entwickelte Katapultflugzeug. Es entstand ein Exemplar. HD steht für Heinkel-Doppeldecker.

## Entwicklung
1927 erhielt Ernst Heinkel vom Reichsverkehrsministerium den Auftrag zur Entwicklung eines auf Schiffen einsetzbaren Katapults nebst dem dazugehörigen Flugzeug. Der eigentliche Auftraggeber im Hintergrund war jedoch die deutsche Reichsmarine, die im Rahmen eines geheimen Rüstungsprogramms unter Umgehung des Versailler Vertrages Erfahrungen mit dem Betrieb von bordgestützten Flugzeugen sammeln wollte. Die Arbeiten begannen umgehend und konnten noch im selben Jahr abgeschlossen werden. Der Entwurf des als HD 15 bezeichneten Typs stammte von Heinkels Chefkonstrukteur Karl Schwärzler. Lange Zeit wurde angenommen, dass Schwärzler auch für die Konstruktion des Katapults K 1 verantwortlich zeichnete. Es kann jedoch davon ausgegangen werden, dass dessen Entwickler Wilhelm Stein war, der bei Heinkel etwa zur gleichen Zeit eine Anstellung als technischer Direktor angetreten hatte. Stein hatte bereits 1916 dem Reichsmarineamt ähnliche Pläne vorgelegt, nach denen eine Versuchskonstruktion gebaut und im Oktober 1918 auf der Danziger Werft mit einer W.29 getestet wurde. Auch wurde am 29. Juli 1928 auf Stein ein Patent als Erfinder eines Heinkel-Katapults angemeldet.
Die HD 15 mit der Werknummer 265 nahm am 28. Juni 1927 mit Wolfgang von Gronau in Warnemünde ihre Werkserprobung auf. In deren Verlauf wurden wegen der sich bildenden starken Bugwelle während des Rollens rechts und links am Bug Antispritzwasserleisten angebracht. Die als zu gering empfundene Steigleistung versuchte man durch zweimaliges Zurücksetzen der oberen Tragfläche zu erhöhen. Auch wurden verschiedene Luftschrauben getestet.
Auch das K 1 wurde 1927 fertiggestellt. Es wurde mit Pressluft betrieben und war das Erste bei den Heinkel-Werken gebaute Flugzeugkatapult. Es wies eine Länge von 21,50 m bei einem Gewicht von 15 t auf. Der 0,4 t schwere Startschlitten war für 2,5 t ausgelegt und beschleunigte die HD 15 auf die benötigte Startgeschwindigkeit von 105 km/h auf einer Länge von 11,85 m. Ein Flaschenzug sorgte für die nötige 1:4-Übersetzung. Die Beschleunigungskräfte betrugen dabei 4,9 g. Anschließend erfolgte das Abbremsen des Schlittens auf 2,2 m, wobei sich das Flugzeug vom Katapult löste. Für die Schleudertests wurde ein spezielles Schwimmdock der Lübecker Flender-Werke genutzt, das im November 1927 auf der Pötenitzer Wiek von Travemünde in Betrieb genommen worden war. Es wurde auf dem Breitling von Warnemünde verankert und auf ihm das Katapult installiert. Die Erprobung verlief ausnahmslos erfolgreich und wurden im Spätsommer 1928 beendet. Das Dock wurde anschließend samt Katapult wieder nach Travemünde überführt und von der Erprobungsstelle See genutzt. Heinkel entwickelte auf Basis des K 1 noch weitere Geräte dieser Art.
Am 12. September 1927 wurde die HD 15, mit dem Kennzeichen D–1237 versehen, an die Severa GmbH übergeben, eine offiziell zivile Dienstleistungsfirma, die im Geheimen von der Reichsmarine betrieben wurde. Im Folgejahr kam es bei einem Werkaufenthalt in Warnemünde zu einem schweren Zwischenfall, als am 27. April während eines Fluges in 2000 m Höhe der Propeller abmontierte. Der Pilot Hermann Becker konnte zwar unverletzt landen, doch brach bei der Notwasserung das Triebwerk aus seiner Halterung. Die HD 15 wurde bei der Aero-Sport GmbH Warnemünde instand gesetzt und flog anschließend noch bis zum August 1929 für die Severa. Danach ging sie wie schon das Katapult zuvor in den Bestand der Erprobungsstelle See über, die sie in Travemünde noch mehrere Jahre für Versuche nutzte.

## Aufbau
Die HD 15 ist ein verspanntes, einstieliges Doppeldecker-Flugboot in Holzbauweise.
Rumpf
Der Bootsrumpf wird aus vier Längsholmen und Spanten aus Holz mit Sperrholzverkleidung gebildet. Er besitzt einen Kreuzerbug, ist doppelt gekielt und zweistufig ausgeführt. Sein trapezförmiger Querschnitt mit abgerundeten Oberteil läuft zum Heck hin in einer senkrechten Schneide aus. Die drei voneinander getrennten Besatzungskabinen sind offen ausgeführt. Der Pilot sitzt im vorderen Bereich vor dem Tragwerk unter der Motorgondel. Dahinter befindet sich der Hauptkraftstofftank mit Motorpumpe, an den sich die Kabinen für die beiden restlichen Besatzungsmitglieder anschließen. Die Schwimmstabilität auf dem Wasser gewährleisten zwei stufenlose Stützschwimmer aus Holz mit Sperrholzbeplankung, die je Seite durch Streben im Bereich der N-Stiele am Unterflügel angebracht sind.
Tragwerk
Ober- und Unterflügel der HD 15 sind gestaffelt zueinander angeordnet und besitzen eine leichte V-Stellung. Sie bestehen aus zwei Kastenholmen mit Sprucegurten, Sperrholzstegen und -rippen und zwischen den Holmen befindlichen Verstrebungen aus Stahlrohr. Die Flügelvorderkanten sind mit Sperrholz beplankt, der Rest mit Stoff bespannt. Der untere Flügel geringerer Spannweite ist mit dem Rumpf direkt an dessen Oberkante verbunden, der zweiteilige Oberflügel ist darauf aufgesetzt und durch den Spannturm und im oberen Bereich verkleidete N-Stiele an die Konstruktion angeschlossen. In seinem Mittelstück befindet sich ein zusätzlicher Kraftstofftank. Davor ist der Motor in einer stromlinienförmigen Aluminiumgondel untergebracht, die mit Stahlstreben zum Rumpf und Oberflügel hin abgestützt wird. Sowohl Ober- als auch Unterflügel verfügen über Querruder, die aus Stahlrahmen mit Stoffbespannung bestehen und auf jeder Seite durch Zugseile miteinander verbunden sind.
Leitwerk
Die Höhenflosse und sämtliche Ruder werden aus einem stoffbespannten Stahlrohrrahmen gebildet. Allein die freistehende Seitenflosse ist aus Holz gefertigt und mit Sperrholz verkleidet. Die Höhenflosse ist mit V-Streben zum Rumpf hin abgestützt und im Flug verstellbar. Sowohl Höhen- als auch Seitenruder verfügen über einen Hornausgleich.

## Technische Daten
| Kenngröße                                | Daten                                                                                     |
| ---------------------------------------- | ----------------------------------------------------------------------------------------- |
| Besatzung                                | 2–3                                                                                       |
| Spannweite                               | oben 12,37 m unten 11,88 m                                                                |
| Länge                                    | 10,8 m                                                                                    |
| Höhe                                     | 4,25 m                                                                                    |
| Flügelfläche                             | 44,0 m²                                                                                   |
| Leermasse                                | 1450 kg                                                                                   |
| Zuladung                                 | 900 kg                                                                                    |
| Startmasse                               | 2350 kg                                                                                   |
| Antrieb                                  | ein luftgekühlter Neunzylinder-Viertakt-Sternmotor mit starrer Zweiblatt-Holzluftschraube |
| Typ                                      | Gnome et Rhône Jupiter VI 9 Af                                                            |
| Kraftstoff                               | insgesamt 635 l in Rumpfhaupt- und Flügelzusatztank                                       |
| Startleistung Nennleistung Dauerleistung | 540 PS (397 kW) 500 PS (368 kW) am Boden 482 PS (355 kW)                                  |
| Höchstgeschwindigkeit                    | 172 km/h in Bodennähe                                                                     |
| Landegeschwindigkeit                     | 85 km/h                                                                                   |
| Steigzeit                                | 3,6 min auf 1000 m 8,8 min auf 2000 m                                                     |
| Gipfelhöhe                               | 4300 m                                                                                    |
| Flugdauer                                | 5 h                                                                                       |
| Aktionsradius                            | 850 km                                                                                    |